# ريتشارد توريز
ريتشارد توريز (مواليد 1 يونيو 1999) هو ملاكم أمريكي فاز بالميدالية الفضية في أولمبياد 2020.